# ALPH LYLA
ALPH LYLA（アルフ・ライラ）は、かつてのカプコンのサウンドチーム。メンバーは女性を中心として構成されていた。

## 概要・来歴
初期チーム名称はアルフ・ライラ・ワ・ライラで、初めてその名が登場したのは1988年3月25日発売のアルバム『カプコン・ゲーム・ミュージック VOL.2』から（1986年発売の『カプコン・ゲーム・ミュージック』には記載されておらず、VOL.2が事実上のデビューアルバムとなる）。名前の由来は『千夜一夜物語』で、初期のバンドロゴはアラビア文字がそのまま使われていた。1991年に男性メンバーが加入し、名称をALFH LYRAに変更、顔のようなロゴマークを制定。1994年にソニーレコードへの移籍後も名称は継続していたが、ロゴマークは使われなくなった。
サウンドチームとしてだけではなく、1980年代末からのビデオゲームメーカー内のバンドブームに合わせ、ガールズバンドとして「ゲームミュージックフェスティバル」等のイベントでライブ活動も行っていた。1993年からバンド活動はAlph-Lylaという別名義になり、メンバーを女性に固定。カプコンのゲーム曲のアレンジや演奏だけにとどまらず『キャプテンコマンドー』の1ステージをボーカルアレンジした「CRIME JUNGLE」、『ストリートファイターII MOVIE』においては挿入歌として「Break!!」、「傷つきながら熱くなれ」といったガールズロックバンドとしてのボーカル曲も披露した。
主に『ストリートファイターII』のゲームミュージックなどで知られるが、同様にFM音源を使用したカプコンCPシステムのほぼ全てのゲームミュージックを担当している。初期CPシステムの同時発音数の少ない音源を最大限に駆使し、エジプト面やパイプオルガンの荘厳なBGMで世界観の構築に貢献した『ロストワールド』、『ストライダー飛竜』、また後に音源が強化され映画音楽的で活劇を盛り上げた『天地を喰らうII 赤壁の戦い』に至るまで、音源の進化にもいち早く対応している。

## 終焉
1990年代後半になるとゲームサウンドチームのバンドブームも去り、バンドの主要メンバーであった女性スタッフの退職や移籍が重なったこともあってバンドとしての活動も少なくなったためガールズバンド色も薄れるとともに「ALPH LYRA」の名称も使われることが少なくなっていった。そして、1998年10月21日にリリースされた『STREET FIGHTER ARTIST ALBUM』の発売を最後に活動が途絶えた。

## 作品

### サウンドトラック
G.M.O.レコード（アルファレコード）
- カプコン・ゲーム・ミュージック VOL.2（1988年3月25日）
- カプコン・ゲーム・ミュージック VOL.3（1988年4月20日）

サイトロン・レーベル（ポニーキャニオン）
- 大魔界村 -G.S.M CAPCOM 1-（1989年1月11日）
- ストライダー飛竜 -G.S.M CAPCOM 2-（1989年5月21日）
- マルサの女（1989年9月21日）
- スウィートホーム（1989年12月15日）
- レッドアリーマー 魔界村外伝（1990年1月21日）
- エリア88（1990年1月21日）
- ファイナルファイト -G.S.M CAPCOM 3-（1990年5月21日）
- ストリートファイターII -G.S.M CAPCOM 4-（1991年3月21日）
  - 本作より「ALFH LYRA」名義
- キャプテンコマンドー -G.S.M CAPCOM 5-（1992年3月21日）
- VARTH OPERATION THUNDERSTORM -G.S.M CAPCOM 6-（1993年2月19日）
- 天地を喰らうII 赤壁の戦い -G.S.M CAPCOM 7-（1993年8月20日）
- マッスルボマー（1993年9月17日）

ソニーレコード（ソニー・ミュージックエンタテインメント (日本)）
- スーパーストリートファイターII アーケード ゲームトラック（1994年1月22日）
- アルティメット エコロジー（1994年1月22日）
- ROCKMAN X（1994年3月9日）
  - 「ALPH-LYLA with 大坪稔明」名義での作品
- STREET FIGHTER II（1994年4月1日）
  - 「ALPH-LYLA with 鳥山雄司」名義での作品
- STREET FIGHTER II MOVIE ORIGINAL SOUND TRACK（1994年8月1日）
- ヴァンパイア アーケード ゲームトラック（1994年9月7日）
- スーパーマッスルボマー アーケード ゲームトラック（1994年10月21日）
- STREET FIGHTER II SOUND TRACK VOL.2 ORIGINAL CORE SCREAM（1994年11月21日）
- パワードギア アーケード ゲームトラック（1994年12月1日）
- ブレス オブ ファイアII 使命の子（1995年1月21日）
- X-MEN アーケード ゲームトラック（1995年3月24日）
- ヴァンパイアハンター アーケード ゲームトラック（1995年5月21日）
- サイバーボッツ アーケード ゲームトラック（1995年8月2日）
- ストリートファイターZERO アーケード ゲームトラック（1995年8月21日）

セルピュータ（SMEインターメディア）
- STREET FIGHTER ARTIST ALBUM（1998年10月21日）

### シングルCD
以下は非売品としてリリース 
- ROCKMAN SPECIAL CD Vol.1　(1992年)
  - ファミリーコンピュータ用ゲームソフト『ロックマン5』ボスキャラ応募キャンペーン参加賞景品
- FinalFight GUY SPECIAL CD
  - スーパーファミコン用ゲームソフト『ファイナルファイト・ガイ』付属特典
- FinalFight SPECIAL CD　(1992年)
  - X68000用ゲームソフト『ファイナルファイト』付属特典
- ROCKMAN SPECIAL CD Vol.2　(1993年)
  - 『ロックマン6』ボスキャラ応募キャンペーン参加賞景品

### ゲーム
- サイドアーム・スペシャル（1989年12月15日）
  - PCエンジンCD-ROM2用のゲームソフト（NECアベニュー販売）。BGMにアルフ・ライラ・ワ・ライラの生演奏を使用。